# Municipio de Montgomery (condado de Montgomery, Misuri)
El municipio de Montgomery (en inglés: Montgomery Township) es un municipio ubicado en el condado de Montgomery en el estado estadounidense de Misuri. En el año 2010 tenía una población de 3729 habitantes y una densidad poblacional de 17,9 personas por km².

## Geografía
El municipio de Montgomery se encuentra ubicado en las coordenadas 39°0′5″N 91°30′30″O / 39.00139, -91.50833. Según la Oficina del Censo de los Estados Unidos, el municipio tiene una superficie total de 208.35 km², de la cual 206,84 km² corresponden a tierra firme y (0,72 %) 1,51 km² es agua.

## Demografía
Según el censo de 2010, había 3729 personas residiendo en el municipio de Montgomery. La densidad de población era de 17,9 hab./km². De los 3729 habitantes, el municipio de Montgomery estaba compuesto por el 93,64 % blancos, el 3,08 % eran afroamericanos, el 0,21 % eran amerindios, el 0,16 % eran asiáticos, el 1,56 % eran de otras razas y el 1,34 % eran de una mezcla de razas. Del total de la población el 2,12 % eran hispanos o latinos de cualquier raza.